# Gary, Indiana
Gary este un oraș în Comitatul Lake, Indiana, Statele Unite. Orașul este în partea de sud-est a zonei metropolitane Chicago la 25 km de centrul orașului Chicago. Se învecinează cu Lacul Michigan și este cunoscut pentru fabricile sale de oțel și ca locul de naștere al familiei de cântăreți Jackson.

## Personalități născute aici
- Paul A. Samuelson (1915 - 2009), economist, laureat cu Premiul Nobel pentru Economie;
- Frank Borman (1928 - 2023), pilot al Forțelor Aeriene ale SUA;
- Fred Williamson (n. 1938), jucător de fotbal american, actor, regizor;
- Carole Brookins (1943 - 2020), economistă;
- Joseph Stiglitz (n. 1943), economist, laureat cu "Premiul Nobel pentru Economie";
- Clarissa Pinkola Estés (n. 1945), scriitoare, psihanalistă;
- Rebbie Jackson (n. 1950), cântăreață, membră a familiei Jackson;
- Jackie Jackson (n. 1951), membrul al familiei Jackson;
- Tito Jackson (n. 1953), chitarist;
- Jermaine Jackson (n. 1954), cantautor;
- La Toya Jackson (n. 1956), cântăreață;
- Marlon Jackson (n. 1957), animator;
- Michael Jackson (1958 - 2009), cântăreț, "regele muzicii pop";
- Randy Jackson (n. 1961), cantautor;
- Janet Jackson (n. 1966), cântăreață, dansatoare, sora lui Michael Jackson;